# Mirazji
Mirazji (ryska: Миражи, fritt översatt Hägringar) är en rysk dramafilm från 1915, regisserad av Pjotr Tjardynin. Manuset av Jekaterina Vinograjdskaja baserades på Lidia Tjarskajas roman med samma namn.
Den fattiga flickan Marianna får jobb hos miljonären Dymov. Ägarens son förför henne med sin rikedom, och flickan blir kär. Hon bryter med sin familj och bryter med sin fästman. Men med tiden blir den stilige förföraren uttråkad på sin "hobby".

## Rollista
- Vera Cholodnaja – Marianna
- Arsenij Bibikov – Dymov
- Vitold Polonskij – Dymovs son
- Olga Rachmanova – Mariannas mor
- Tamara Gedevanova – Mariannas syster
- Andrej Gromov – Sergej, Mariannas fästman
- Aleksandr Cheruvimov – teaterchef (okrediterad) [5]